# Kanton Saint-Amand-Montrond
Saint-Amand-Montrond is een kanton van het Franse departement Cher. Het kanton maakt deel uit van het arrondissement Saint-Amand-Montrond.

## Gemeenten
Het kanton Saint-Amand-Montrond omvat de volgende gemeenten:
- Bouzais
- Bruère-Allichamps
- La Celle
- Colombiers
- Drevant
- Farges-Allichamps
- La Groutte
- Marçais
- Meillant
- Nozières
- Orcenais
- Orval
- Saint-Amand-Montrond (hoofdplaats)

Bij de herindeling van de kantons door het decreet van 21 februari 2014 werd de samenstelling van het kanton niet gewijzigd.